# Joe Ephgrave
Joe Ephgrave påstods vara en konstnär som designade The Beatles' trumman som står i centrum på framsidan av Sgt. Pepper's Lonely Hearts Club Band-omslaget.
Själva omslaget är designat av Peter Blake och Paul McCartney. Senare visade det sig att någon Joe Ephgrave aldrig existerat och varför Beatles påstod detta vet man inte.